# كارين وارد روس
كارين وارد روس (بالإنجليزية: Caryn Ward Ross)‏ هي راقصة وممثلة أمريكية، ولدت في 15 أغسطس 1980 في لوس أنجلوس في الولايات المتحدة.

## وصلات خارجية
- الموقع الرسمي
- كارين وارد روس على موقع IMDb (الإنجليزية)
- كارين وارد روس على موقع قاعدة بيانات الفيلم (الإنجليزية)